# دانگبو دوو الکترونیکس
دانگبو دوو الکترونیکس (به کره‌ای: 대우전자؛ به انگلیسی: Daewoo Electronics) یک شرکت کره‌ای سازنده لوازم الکترونیکی و صوتی و تصویری است. این شرکت در سال ۱۹۷۱ تأسیس شد. این شرکت با در اختیار داشتن ۶۴ کارخانه و مراکز تحقیق و توسعه و فروش در بیش از ۴۰ کشور جهان به موفقیتی چشمگیر دست یافت. دوو پس از دو شرکت سامسونگ الکترونیکس و ال‌جی الکترونیکس بزرگترین تولیدکننده لوازم برقی در کره جنوبی به شمار می‌رود.
این شرکت پس از بحران مالی سال ۱۹۹۹ آسیا ورشکست شد و مالکیت آن در اختیار گروهی از طلبکاران قرار گرفت. در آبان ماه سال ۱۳۸۹، اعلام شد که گروه توسعه سرمایه گذاری انتخاب ایران این شرکت را به قیمت ۵۱۸ میلیون دلار خریداری خواهد کرد. رقیب اصلی این شرکت ایرانی در مزایده، شرکت الکترولوکس سوئد بود که با حمایت و مشارکت یک بانک آمریکایی از شانس‌های اصلی خرید دوو به شمار می‌آمد.
پس از مشکلات ایجاد شده در خلال قرارداد خرید این شرکت و همچنین مشکلات مالی که در اثر تحریم‌های بین‌المللی ایجاد شد، گروه توسعه سرمایه گذاری انتخاب لغو قرارداد را در قبال استرداد هفتاد میلیون دلار مبلغ پیش پرداخت پذیرفت.
اما با وجود گذشت ماه‌ها از زمان لغو قرارداد خرید شرکت دوو الکترونیک توسط گروه انتخاب، این شرکت هنوز به تعهدات خود در قبال استرداد مبلغ پیش پرداخت قرارداد عمل نکرده و گردش مالی گروه انتخاب را با مشکلات فراوان مواجه کرده بود.
در پایان این شرکت، در ژانویه سال ۲۰۱۳ میلادی و در مقابل دریافت ۲۷۰ میلیون دلار، به "گروه دانگبو (Dongbu Group)" که یک شرکت بزرگ خوشه‌ای مستقر در کره جنوبی است، فروخته شد و نام آن، به "دانگبو دوو الکترونیکس (Dongbu Daewoo Electronics)" تغییر یافت.

## پیون به بیرون
- وبگاه دانگبو دوو الکترونیکس
- وبگاه دوو الکترونیکس ایران